# Eugeniusz Wajgiel
Eugeniusz Wajgiel (Eugeniusz Aleksander Franciszek Wajgiel-Pogonia) (ur. 19 listopada 1873 w Kołomyi, zm. 3 sierpnia 1944 w Warszawie) – polski lekarz i weterynarz, profesor chirurgii i okulistyki zwierząt na Uniwersytecie Warszawskim.

## Życiorys
Urodził się 19 listopada 1873 w Kołomyi w rodzinie Leopolda Wajgla (1842–1906) i Heliodory z Nadwodzkich.
Ukończył studia na Uniwersytecie Jagiellońskim i na Akademii Medycyny Weterynaryjnej we Lwowie oraz studia uzupełniające w Wiedniu, Czechosłowacji, Niemczech, Danii i Szwecji. W 1. dekadzie XX wieku Eugeniusz Wajgiel był lekarzem uzdrowiskowym w Rymanowie-Zdroju. W czasie tej pracy opisał pierwsze 30. lat istnienia tego uzdrowiska (Rymanów Zdrój 1876–1906). Przed I wojną światową działał w harcerstwie i polskich drużynach sokolich. Podczas wojny polsko-bolszewickiej w 1920 roku zgłosił się ochotniczo do wojska polskiego, gdzie służył jako lekarz.
Od 1 stycznia 1927 roku był profesorem chirurgii i okulistyki zwierząt Uniwersytetu Warszawskiego. W latach 1929–1930 i 1935–1936 piastował funkcję dziekana Wydziału Weterynaryjnego Uniwersytetu Warszawskiego. Był wiceprezesem Naczelnej Izby Lekarskiej, później członkiem jej zarządu. Od 1928 roku prof. Eugeniusz Wajgiel był kuratorem Akademickiej Korporacji Coronia z ramienia uniwersyteckiego senatu. 
Był autorem 29 prac naukowych.
Został rozstrzelany w 3. dniu powstania warszawskiego przez Niemców wraz ze swoim zięciem inż. Klemensem Wierzchleyskim i grupą 19 profesorów Uniwersytetu Warszawskiego zamieszkujących dom profesorski przy Nowym Zjeździe. Ich ciał nigdy nie odnaleziono, pomimo poszukiwań czynionych po wojnie przez rodziny.

## Życie prywatne
W latach 20. i 30. XX wieku mieszkał w Domu Profesorów przy ul. Nowy Zjazd 5 w Warszawie. Należał do Stowarzyszenia Mieszkaniowego Spółdzielczego Profesorów Uniwersytetu Warszawskiego.
Ożenił się z Ludwiką Jankowską (1876–1956), wnuczką hrabiego Adama Kleta Zamoyskiego herbu Jelita (1795–1865). Mieli jedną córkę, Wandę Wierzchleyską (1900–2012).